# Dennstaedtia
Dennstaedtie
Genre
Synonymes
- Adectum Link[2]
- Coptidipteris Nakai & Momose[2]
- Costaricia H. Christ[2]
- Emodiopteris Ching & S.K. Wu[2]
- Litolobium Newman[2]
- Paradennstaedtia Tagawa[2]
- Patania C. Presl[2]
- Sitolobium Desv.[2]

Dennstaedtia (Dennstaedtie en français) est un genre de fougères de la famille des Dennstaedtiaceae.

## Systématique
Le genre Dennstaedtia a été créé en 1801 par le botaniste et physicien allemand Johann Jakob Bernhardi (1774–1850).

## Liste d'espèces
Selon BioLib (20 mars 2022) :
- Dennstaedtia arborescens (Willd.) Ekman ex Maxon
- Dennstaedtia auriculata H. Navarrete & B. Øllg.
- Dennstaedtia bipinnata (Cav.) Maxon
- Dennstaedtia cicutaria (Sw.) T. Moore
- Dennstaedtia cornuta (Kaulf.) Mett.
- Dennstaedtia coronata (Sodiro) C. Chr.
- Dennstaedtia dissecta (Sw.) T. Moore
- Dennstaedtia distenta (Kunze) T. Moore
- Dennstaedtia glauca (Cav.) C. Chr. ex Looser
- Dennstaedtia globulifera (Poir.) Hieron.
- Dennstaedtia kalbreyeri Maxon
- Dennstaedtia macrosora H. Navarrete & B. Ollg.
- Dennstaedtia mathewsii (Hook.) C. Chr.
- Dennstaedtia obtusifolia (Willd.) T. Moore
- Dennstaedtia paucirrhiza H. Navarrete & B. Ollg.
- Dennstaedtia producta Mett.
- Dennstaedtia punctilobula (Michx.) T. Moore
- Dennstaedtia spinosa Mickel
- Dennstaedtia sprucei T. Moore
- Dennstaedtia tryoniana H. Navarrete & B. Ollg.
- Dennstaedtia vagans (Baker) Diels
- Dennstaedtia wercklei (H. Christ) R.M. Tryon